# 毫八度
毫八度(moct)是一个音程度量单位，一个毫八度等于千分之一个八度(oct)，即 1 moct = {\displaystyle {\frac {1}{1000}}} oct。由此得出，一个毫八度的频率比等于 {\displaystyle 2^{\frac {1}{1000}}}，即 {\displaystyle {\sqrt[{1000}]{2}}}，约等于 1.0006934 ( playⓘ</img>播放ⓘ）。
若已知两个音的频率为a和b ，若要以毫八度为单位计算他们间的音程关系，则计算方式如下：
{\displaystyle n=1000\log _{2}\left({\frac {a}{b}}\right)\approx 3322\log _{10}\left({\frac {a}{b}}\right)}
同样，若已知一个音的频率为b、两音间的音程为n个毫八度 ，那么另一个音的频率 a可以通过以下方式计算：
{\displaystyle a=b\times 2^{\frac {n}{1000}}}
与更常见的音分一样，毫八度是音程的线性度量，因此以毫八度为单位的音程的大小可以通过将它们的毫八度数相加来计算，而不是相乘，相乘是计算频率时才必需的。
一毫八度正好是1.2音分。

## 历史与应用
毫八度是由德国物理学家亚瑟·冯·奥廷根(Arthur von Oettingen) 在他的著作《二元和声体系》（Das duale Harmoniesystem；1913) 中引入的。这项发明可以追溯到约翰·赫歇尔，他提出将八度音程平均分成1000个等份，并在喬治·比德爾·艾里的音乐声学书中发表（适当归功于赫歇尔）。 
与音分相比，毫八度没有那么流行，因为它纯律音程没有整数倍的一一对应关系。然而，它偶尔被希望避免提及音分和十二平均律之间密切联系的作者使用。有些人认为毫八度音程也会为不太熟悉的 十平均律引入偏差，但这种偏差在十进制系统中很常见。